# 歐洲黑蜂
歐洲黑蜂（学名：Apis mellifera mellifera）是西方蜜蜂的一個亞種，原產於西歐至東歐的北部。歐洲黑蜂是西方蜜蜂這個種類的指名亞種，為世界4大養殖品種之一，早期隨著歐洲移民分佈至全世界，但經過雜交後性情凶暴，在原產地已漸漸被淘汰，原產地純種的歐洲黑蜂幾乎滅絕，現在依靠各國的保護才保存一些黑蜂品係，如英國暗色蜜蜂、德國蜂、阿爾卑斯蜂、法國棕蜂、中俄羅斯蜂等，澳大利亞在塔斯馬尼亞設有歐洲黑蜂的保護區。中國大陸的新疆黑蜂被認為是中俄羅斯黑蜂的後代。

## 起源
歐洲黑蜂是西方蜜蜂的一個亞種，原產於西歐至東歐的北部，包括從法國至俄羅斯的廣大區域及英國、北歐斯堪地那維亞一帶。

## 生物特性
歐洲黑蜂怕光易驚慌，性情不若其他亞種溫順，而且蜂群的發展在春季時很緩慢，雜交之後的後代性格凶暴，這些特性使牠慢慢被養殖者放棄，但在一些特殊的氣候環境下卻展現強韌的一面，例如越冬性能非常好，節省飼料，草原高寒氣候下產蜜量驚人。

## 外觀及解剖
歐洲黑蜂與卡尼鄂拉蜂的大小相近，但牠們腹部卻呈全黑，某些地方品系腹部覆毛也是黑色，故而被稱黑蜂。歐洲黑蜂的蜂后、雄蜂、工蜂都是黑色，有些蜂后的顏色是暗棕色。